# Forêt nationale de Jamanxim
La forêt nationale de Jamanxim (portugais : Floresta Nacional do Jamanxim) est une forêt nationale brésilienne. Elle se situe dans la région Nord, dans l'État du Pará.
Le parc fut créé le 2006 et couvre une superficie de 1 301 683,04 hectares.
Il s'étend sur le territoire de la municipalité de Novo Progresso.